# Université Oral Roberts
L'Université Oral Roberts (Oral Roberts University en anglais) est une université chrétienne évangélique américaine privée située à Tulsa (Oklahoma). Fondée en 1963, elle porte le nom de son fondateur, l'évangéliste Oral Roberts.

## Histoire
L'université est fondée par Oral Roberts en 1963, lors de la réception de sa charte par l'État de l'Oklahoma en 1963. En 1965, l'école ouvre officiellement ses portes avec 300 étudiants et 7 bâtiments. En 1971, elle reçoit l'accréditation de la North Central Association of Colleges and Schools.

### Serment des étudiants
Tous les étudiants de l’université doivent signer un serment par lequel ils s'engagent à respecter le code d'honneur de l’université. Sont ainsi interdits le mensonge, les jurons, fumer du tabac, boire de l’alcool ainsi qu'une série d'actes sexuels, en particulier les actes homosexuels et ceux commis en dehors du mariage.

## Controverses

### Perturbations pendant le ramadan
En février 1997, pendant le ramadan, une vingtaine d’étudiants de l'Université Oral Roberts ont perturbé un service de prières à la mosquée de Tulsa et ne sont partis qu’après intervention de la police. Un porte-parole de l’université a expliqué que les étudiants priaient pour la conversion des musulmans mais n'avaient pas l'intention de faire du prosélytisme ou d'intimider.

## Campus

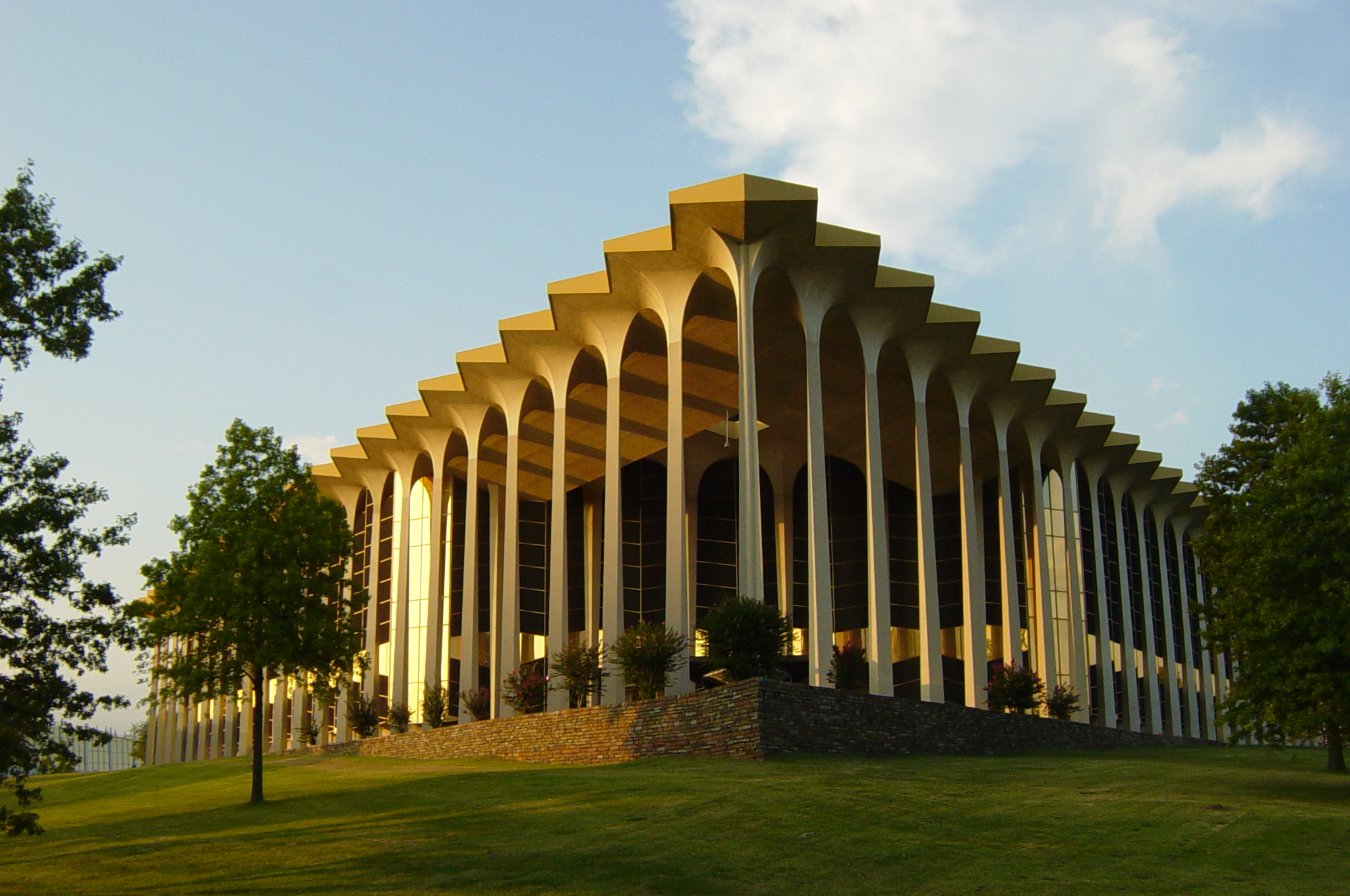
Bâtiment principal du campus, centre de ressources d'apprentissage et centre d'études supérieures
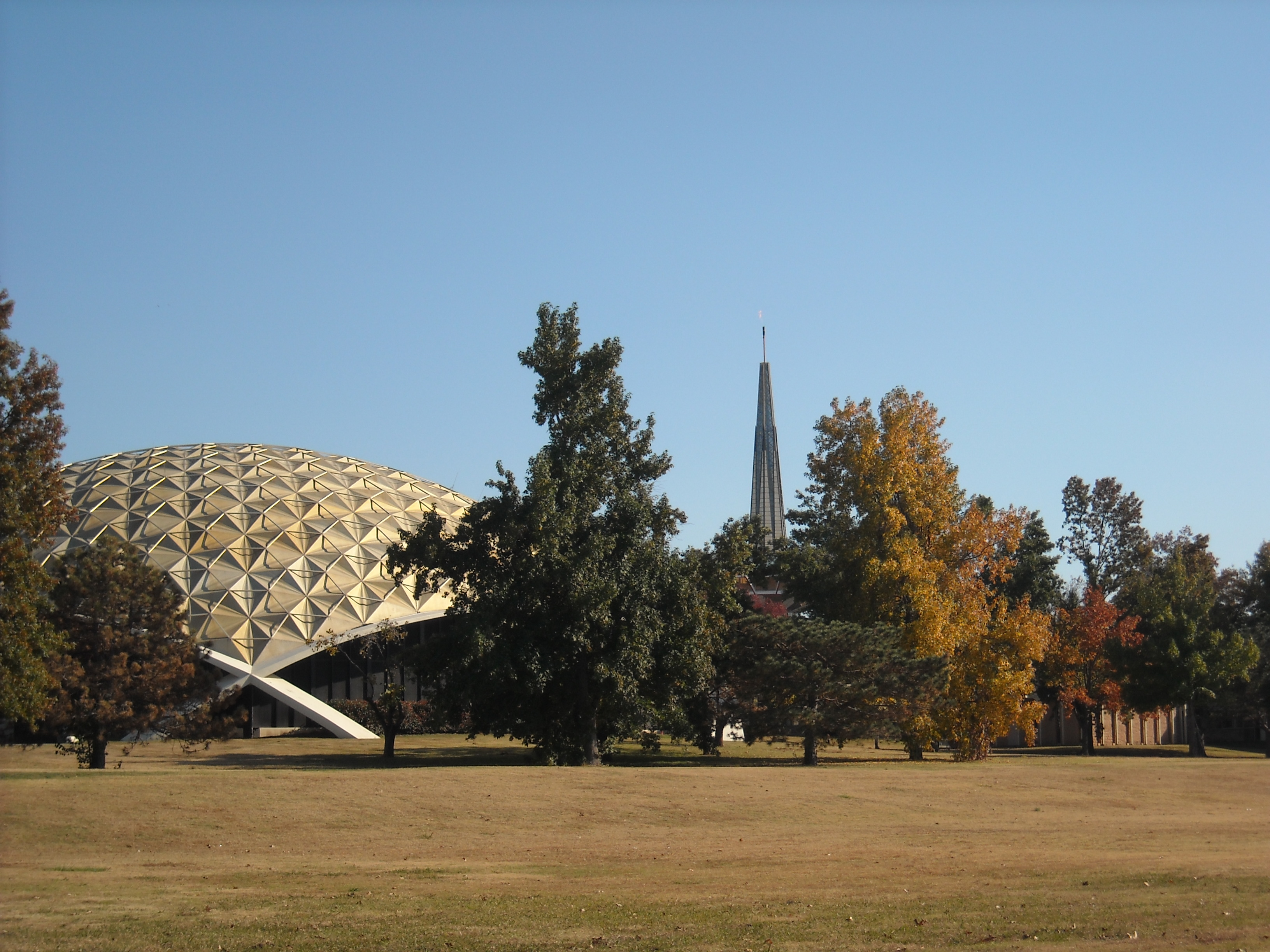
Howard Auditorium
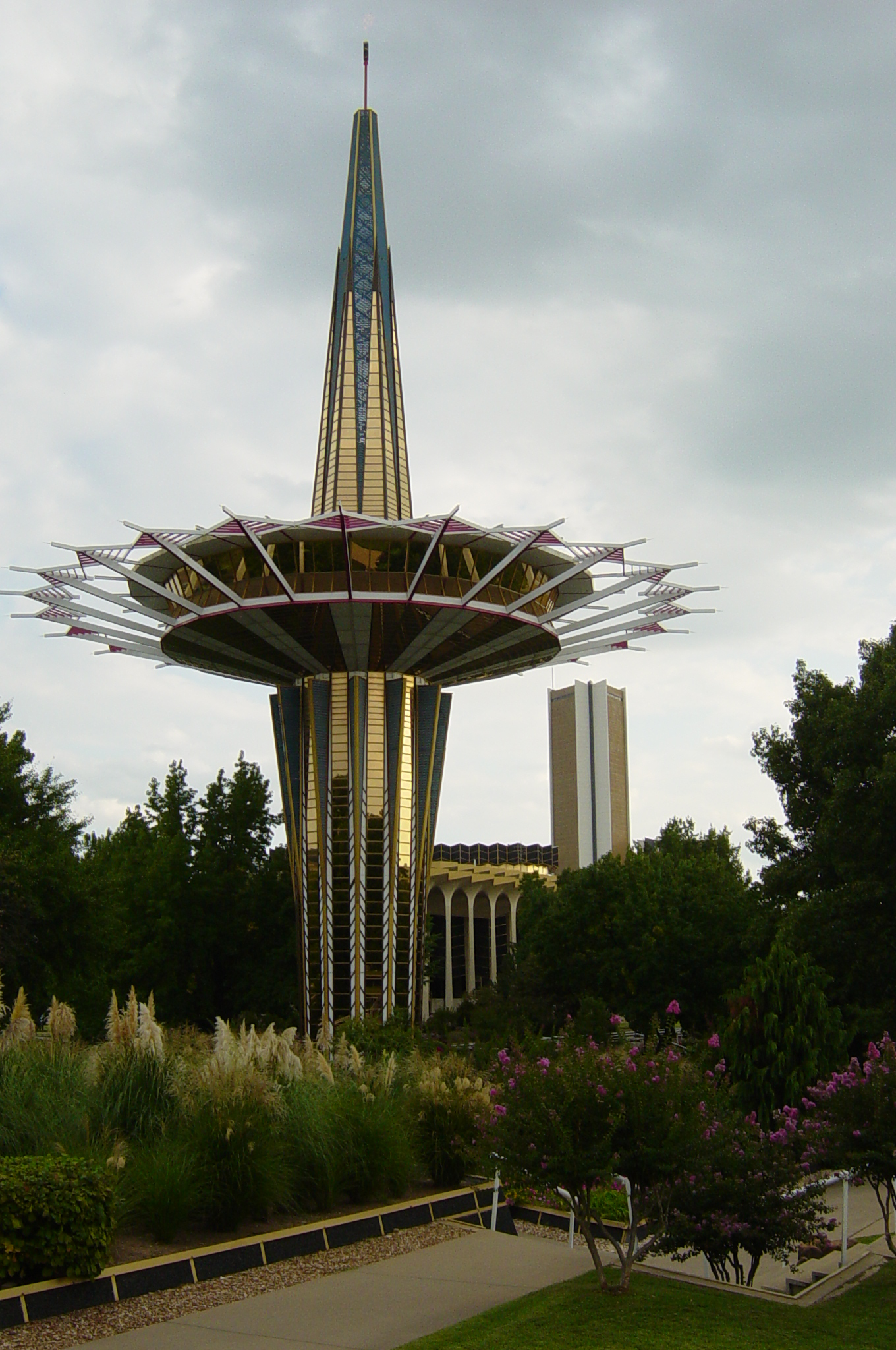
Tour de prière sur le campus